# Raionul Tarașcea, Kiev
Tarașcea (în ucraineană Таращанський район, transliterat: Tarașceanskîi raion) este un fost raion în regiunea Kiev, Ucraina. Reședința sa este orașul Tarașcea.

## Demografie
Componența lingvistică a raionului Tarașcea
     Ucraineană (97,94%)
     Rusă (1,68%)
     Alte limbi (0,13%)
Conform recensământului din 2001, majoritatea populației raionului Tarașcea era vorbitoare de ucraineană (97,94%), existând în minoritate și vorbitori de rusă (1,68%).